# 江长川
江长川（1884年—1958年），男，上海人，世居上海老西门，卫理公会在中国最早按立的一批华人会督之一。

## 生平
江长川是东吴大学第五届毕业生。1912年，江长川毕业于东吴大学神学院，次年成为监理会上海慕尔堂（当时在汉口路云南路口）牧师。1918年至1920年在湖州担任牧师。他在衣裳街创办了三余学社，其专修部属于补习夜校性质，即今湖州一中前身。
1920年至1923年担任苏州圣约翰堂牧师。1923年至1931年任上海昆山路景林堂牧师。景林堂工程始于1922年，1924年元旦，江长川牧师主持该堂献堂典礼。1922年，召开基督教全国大会，成立中华全国基督教协进会，江长川当选为副会长。会址设在上海。1927年，受到北伐战争的影响，东吴大学中国学生热烈地投入“收回教育权运动”，美籍校长辞职。7月，组成以江长川为会长的董事会，向国立第四中山大学（即中央大学）呈请注册立案（当时仿效法国实行大学区制）。1927年12月1日，蒋介石和宋美龄举行婚礼，但是由于江长川的拒绝，他们的婚礼未能在教堂内举行。1930年10月23日，江长川在西摩路宋家为蒋介石施行洗礼，蒋介石正式加入监理会，列在景林堂信徒名册中。
1934年，江长川之子江守道在苏州东吴大学读书期间，宣布脱离监理会，转入地方教会，当时曾经引起轩然大波。1939年，美以美会、监理会和美普会在美国堪萨斯城举行合一大会。江长川作为中国代表也前往参加。1941年，在华的美以美会、监理会、美普会也在上海举行合一后的第一届中央议会，中文名称为“中华基督教卫理公会”，辖十个年议会，首次选出华人江长川、陈文渊担任会督。江长川负责主持张家口临时年议会。
江长川担任卫理公会华北年议会第一任华人会督。1951年参加控诉运动，控诉同会的美籍会督黃安素、安迪生和中国籍会督陈文渊；并去上海主持中华卫理公会全国教务。同年6月21日，在《天风周刊》上发表《控诉美蔣利用卫理公会侵略中國的罪行》。1954年中国基督教三自爱国运动委员会成立时，江长川任副主席。1958年在上海病逝。